# Severino Lojodice
Severino Lojodice, né le 25 octobre 1933 à Milan et mort le 19 septembre 2023,  est un footballeur italien. Il occupait le poste de milieu de terrain.

## Biographie

### Carrière
Formé par l'Associazione Calcio Fanfulla 1874, Severino Lojodice joue dans les clubs de l'US Cremonese, l'AC Monza, l'AS Roma, de la Juventus (avec lequel il joue son premier match, le 13 décembre 1959, lors d'un succès 1-0 contre l'Inter), de la Sampdoria, de Brescia, de Monza, de Cinisello, et de Pro Sesto.

## Palmarès
Juventus
- Championnat d'Italie (2) :
  - Champion : 1959-60 et 1960-61.

- Coupe d'Italie (1) :
  - Vainqueur : 1959-60.